# Fannu
Fannu ou Fannou (en berbère : Fannu), morte en avril 1147, est une princesse et soldate berbère de la dynastie almoravide qui a combattu les Almohades lors de la prise de Marrakech en 1147. Déguisée en homme, elle défend Marrakech pendant la conquête de la ville.
Elle est éduquée dans le palais des Almoravides de Marrakesh, et est la fille d'Omar ibn Yintan. À cette époque, les femmes ont plus de libertés et de responsabilités au Maroc que dans les autres pays musulmans, en raison de l'influence de la princesse et femme politique Zeyneb an-Nafzawiyyah, qui a construit la dynastie au même titre que son mari.
En mars 1147, l'armée d'Abd-al Mumin, successeur d'Ibn Toumert et fondateur du califat almohade, atteint la capitale de Marrakech pendant le djihad contre la dynastie almoravide. Elle envahit la ville et combat pendant plusieurs jours pour prendre le contrôle de la forteresse du palais almoravide.
Fannu, travestie, participe à la défense de la forteresse. Les écrits relatent ensuite que les Almohades ne parviennent à prendre la forteresse qu'une fois "qu'une jeune femme almoravide, habillée comme un homme", est tuée. Les Almohades sont surpris par la bravoure de Fannu pendant le combat, et sont surpris de découvrir qu'elle est une femme lorsqu'elle est tuée.